# Death Ship
Death Ship (auch: Das Todesschiff) ist ein Horrorfilm, der 1980 in britisch-kanadischer Co-Produktion entstand. Die Hauptrollen spielen George Kennedy und Richard Crenna.

## Handlung
Ein schwarzer Frachter gleitet durch die Nacht. Er nimmt Kurs auf ein nahes Kreuzfahrtschiff, es ertönen deutsche Kommandos: „Alles auf Gefechtsstation! Feindkontakt!“ Das Kreuzfahrtschiff wird von Kapitän Ashland kommandiert, der seine letzte Kreuzfahrt unternimmt. Mit an Bord ist sein Nachfolger, Kapitän Marshall, der mit seiner Familie reist. Der schwarze Frachter ist auf Kollisionskurs, das Horn erklingt. Ashland versucht ein Ausweichmanöver, doch er kann die Kollision nicht verhindern. Das Kreuzfahrtschiff sinkt.
Eine Handvoll Überlebender, unter ihnen Kapitän Marshall und seine Familie, der Offizier Nick und die Passagiere Lori und Sylvia, sowie der Schiffsentertainer Jackie, hat sich auf ein großes Wrackteil gerettet. Der bewusstlos im Wasser treibende Kapitän Ashland wird gesichtet und gerettet. Sie treiben auf ein Schiff zu und gehen an Bord. Es ist der schwarze Frachter, der die Kollision verursacht hat, was aber die Überlebenden nicht erkennen. Beim Versuch, die Überlebenden aufzuheitern, wird Jackie von einem herumschwingenden Drahtseil gepackt, von Bord gehievt und im Meer ertränkt.
Die restlichen Überlebenden untersuchen das offensichtlich verlassene Schiff. Es ist voller Spinnweben, die Ausstattung wirkt alt. Luken öffnen sich wie von Geisterhand, Lichter gehen an und aus. Nick wird an Deck von einer an einem Kran schwingenden Kiste k. o. geschlagen. Ashland, immer noch im Delirium, hört eine Stimme, die ihm mitteilt, dass es sein neues Schiff sei. Die anderen schaffen Nahrungsmittel in eine Kajüte und bringen Ashland dorthin. Ein Grammophon und ein Filmprojektor beginnen von selber zu spielen. Sylvia bleibt zurück und schaut sich den Film an und wird von dem offensichtlich besessenen Ashland erwürgt.
Ashland zieht eine deutsche Marineuniform an und erklärt sich zum Kapitän des Schiffes. Marshall und Nick entdecken, dass der Frachter ein Gefängnisschiff der deutschen Kriegsmarine war. Die Geister der Sträflinge und der Mannschaft sind noch an Bord. Beide planen die Flucht vom Schiff, doch die Rettungsboote senken sich von selbst ins Wasser und treiben leer davon. Lori will duschen, doch das Duschwasser verwandelt sich in Blut. In Panik läuft sie Ashland in die Arme, der sie über Bord wirft. Nick greift Ashland an, wird von diesem jedoch getötet. Marshall kann Ashland mit einem Messer töten und das Schiff stoppen.
Marshall findet unter Deck ein Rettungsfloß und die eingefrorenen Leichen von getöteten Soldaten und Seemännern. Das Floß wird ausgebracht, Marshalls Kinder Ben und Robin springen auf das Floß. Marshalls Frau Margaret wird von dem wieder auferstandenen Ashland gefangen und in einen Kasten für Ketten eingesperrt. Ashland schlägt Marshall nieder, der jedoch wieder zu Bewusstsein kommt und seine aus dem Kasten entflohene Frau sucht. Mit ihr kann er sich auf das Floß retten, das nun von Ashland mit einem Gewehr beschossen wird.
Der Frachter ändert eigenmächtig seinen Kurs, um ein weiteres Schiff zu versenken. Ashland will das verhindern und mit dem Frachter das Rettungsfloß rammen. Ashland stürmt in den Maschinenraum und schießt auf den Antrieb. Doch er gerät in ein Antriebsrad und wird zu Tode gequetscht. Seine Todesschreie vermischen sich mit den Schreien seiner Opfer. Die Marshalls sind froh, entkommen zu sein, und werden nach einiger Zeit von einem Rettungshubschrauber aufgenommen.
Der schwarze Frachter stampft mit voller Kraft durch die See. Wieder ertönt eine deutsche Stimme: „Feindkontakt!“ Der Frachter nimmt Kurs auf ein weiteres Kreuzfahrtschiff und lässt sein Horn ertönen.

## Hintergrund
- Der Film kam am 7. März 1980 in die US-Kinos. In Kanada erschien er erst am 4. April 1980. In Deutschland kam er im Januar 1984 in den Videovertrieb. Er wurde im deutschen Fernsehen auch unter dem Titel Das Todesschiff ausgestrahlt.
- Von 1986 bis 2011 war der Film indiziert. Im September 2015 wurde der Film schließlich von der FSK neugeprüft und erhielt ungekürzt die Freigabe ab 16 Jahren.
- Der Film, der auf dem Frachter gezeigt wird, ist das britische Musical Everything Is Rhythm aus dem Jahr 1936.
- Für Sally Ann Howes war es die letzte Rolle in einem Kinofilm.

## Kritiken
Das Lexikon des internationalen Films lobte den Film als „effektvoller Gruselfilm, der eine irreale Situation zum Spannungsspiel mit Urängsten ausnutzt; in seiner Grundhaltung kalt und zynisch, mit einigen überdeutlichen Grausamkeiten.“
Jack Sommersby vom Onlineportal „eFilmCritic“ stand dem Film negativ gegenüber. Nichts an dem Film funktioniere, so schrieb er. Nach der Hälfte des Films höre die an sich schon wackelige Geschichte auf, sich zu entwickeln.
Die Kritiker des TV Guide befanden, der Film sei so albern, dass er wieder lustig sei.